# Leon Kobrin
Leon Kobrin (Vicebsk, 15 marzo 1873 – New York, 31 marzo 1946) è stato un drammaturgo e traduttore russo naturalizzato statunitense.
Per il teatro yiddish scrisse racconti e romanzi; come drammaturgo è generalmente visto come un discepolo di Jacob Gordin, ma il suo lavoro della maturità fu più guidato dal carattere, più aperto e realistico nella sua presentazione del desiderio sessuale umano e meno polemico di quello di Gordin. Molte delle sue commedie erano "drammi del ghetto" che trattavano di questioni di tradizione e assimilazione e di questioni generazionali tra gli immigrati ebrei in America e la prima generazione di ebrei di origine americana.

## Biografia
Nato a Vicebsk, allora parte della Russia imperiale, culturalmente considerata all'epoca parte della Lituania, ora in Bielorussia, scrisse dapprima in russo. Nel 1892 emigrò negli Stati Uniti, stabilendosi a Filadelfia, in Pennsylvania; solo allora sviluppò un interesse per la letteratura yiddish ed il teatro.
Negli Stati Uniti lavorò per la prima volta in lavori umili a Filadelfia, così come nella Pennsylvania rurale e nel New Jersey, prima di trasferirsi a New York. Divenne giornalista, poi scrittore di racconti e infine divenne famoso come drammaturgo.
Iniziò a scrivere in yiddish traducendo storie dal russo; il primo racconto originale che pubblicò fu A merder oys libe (Un assassino per amore), apparso sul giornale Filadelfyer Shtot-Tsaytung, nel 1894.
La prima commedia di Kobryn, Mine (Minna), fu riscritta e adattata da Jacob Gordin per una produzione nel 1899, con il testo originale che comparve in stampa più tardi lo stesso anno. La forte influenza di Gordin sull'opera di Kobryn si riflette nella sua opera successiva, Natur, Mensh un Khaye (Natura, Uomo e Bestia, 1900), che allude consapevolmente a Got, Mensh un Tayvl di Gordin (Dio, Uomo e il Diavolo, 1893). Liptzin individua la tragedia di Kobryn Yankel Boyle (1908, basata sulla sua storia del 1898) come il "culmine" del suo lavoro, e descrive il personaggio principale come "un giovane ebreo di buon cuore ma ottuso... coinvolto in un complesso dilemma morale ed emotivo a cui non poteva trovare soluzione se non con il suicidio".
Le più o meno 30 commedie di Kobryn hanno attraversato entrambe le «età d'oro» del teatro yiddish in America. Quando iniziò come drammaturgo all'inizio del XX secolo, il teatro yiddish stava portando in America una sfida ai classici moderni, come le opere di Henrik Ibsen, August Strindberg e Lev Tolstoj, a volte prima che questi fossero ancora stati presentati sul palcoscenico del teatro inglese di lingua americana e la sua carriera proseguì nell'era del movimento teatrale d'arte in yiddish, esemplificato a New York dallo Yiddish Art Theatre di Maurice Schwartz.
Kobryn continuò per tutta la vita a contribuire ai giornali in lingua yiddish. Ha anche lavorato a lungo come traduttore di classici moderni dal francese e dal russo allo yiddish. Tra gli autori il cui lavoro ha tradotto c'erano Guy de Maupassant, Émile Zola, Maksim Gor'kij, Lev Tolstoj, Fëdor Dostoevskij e Anton Čechov. Sua moglie, Pauline, collaborò ad alcune di queste traduzioni.

## Opere

### Opere teatrali
- Minna, or The Ruined Family from Downtown (1899)
- Natur, Mensh un Khaye (Nature, Man and Beast, 1900)
- Ghetto Dramas (1904)
- The East Side Ghetto
- Sonia from East Broadway
- Yankel Boyle oder Der Dorfs-Yung (1908, translated as The Village Youth or The Child of Nature)
- The Storm of Life (1910)[6]
- The Immigrants (1910)
- Die Next-Door'ike (The Lady Next Door, 1915)
- "The Black Sheep" (1915)
- "The Secret of Life" (1915)
- Rise of Orre (1917)
- The Tenement House (1917)
- Call of Life (1920)
- The Awakening (1920)
- Wild Ways (1926)
- Riverside Drive (1933)
- Ruined Worlds (1934)
- The Last Struggle (1934)
- The Golden Stream (1936)
- The Red Lola (1937)

### Altri lavori
- "A Moerder aus Liebe" ("The Love Crime", 1894)
- "Yankel Boila or, The Village Youth" (story, 1898)
- Yankel Boila and Other Tales (collection, 1898)
- A Lithuanian Village (novel, English translation published 1920)
- My Fifty Years in America (memoir, serialized in the Morning Freiheit mid-1940s)